# Gmina związkowa Dudenhofen
Gmina związkowa Dudenhofen (niem. Verbandsgemeinde Dudenhofen) – dawna gmina związkowa w Niemczech, w kraju związkowym Nadrenia-Palatynat, w powiecie Rhein-Pfalz. Siedziba gminy związkowej znajdowała się w miejscowości Dudenhofen. 1 lipca 2014 gmina związkowa została połączona z gminą bezzwiązkową Römerberg tworząc nową gminę związkową Römerberg-Dudenhofen.   

## Podział administracyjny
Gmina związkowa zrzeszała trzy gminy wiejskie:
1. Dudenhofen
2. Hanhofen
3. Harthausen